# マヌケなFPSプレイヤーが異世界へ落ちた場合
『マヌケなFPSプレイヤーが異世界へ落ちた場合』は、地雷原による日本のライトノベル。

## 概要
作者の地雷原が2015年1月より小説家になろうにおいてオンライン小説として連載していた同名同作を加筆改稿して、同年11月より2016年9月までカドカワBOOKS（KADOKAWA）より全3巻が書籍化刊行された。イラストはUGUMEが手掛けている。書籍終了後もオンライン小説版は続き、2017年6月まで連載された。
メディアミックスとして、単行本第1巻やヤングエース2016年2月号誌上にて、コミカライズが予告され、Web漫画雑誌ヤングエースUP2016年2月9日配信よりコミカライズ版が連載開始している。作者は佐伯淳一で、月刊少年エースにおいて2008年7月号まで連載されていたネガティブハッピー・チェーンソーエッヂ以来約7年ぶりの連載作品となる。

## あらすじ
仮想現実世界でのオンラインゲームが実現した時代、FPSゲームを趣味に持ち、趣味が講じて世界大会まで出場するほど上達したシュバルツはある日、ゲーム中にマップ外に転落する。普通なら死亡扱いで初期位置に戻るはずが、何故かFPS装備のままFPSのゲームの世界とも違う、魔法があるという現実世界と違う法則を持つ世界に落ちてしまう。
言葉も習慣も合わない中、FPSで使用していた銃器のほかゲームで使っていた機能の一部を駆使しながら生きようと奮闘する。

## 登場人物
シュバルツ・パウダー
VMB（Virtual reality Multiple Battlefield）というFPSゲームにプレイしていた中、何者かの手によって日本から異世界へ落とされたFPSプレイヤー。FPSのグループ名が「POWDER（パウダー）」というグループに所属していて、シュバルツはハンドルネーム。本名は斎藤漣（さいとうれん）で年齢は24歳。FPS好きが高じて、VMB以外のFPSタイトルの国際大会にも出場していた経験がありその中でテーブルマナーや英語などいくつかの語学についても習得していた。PC周辺機器メーカーに就職しセミプロ兼営業担当として生活を送っていた。異世界に落ちた当初は、異世界での生活に戸惑いながらもまずは元の世界に戻る前提をしつつ、冒険者として糧を得ながら自活しようとする。"マヌケ"と呼ばれる体内に魔力が一切存在せず、魔法による補助や回復が一切受けられないという欠点が判明するが、VMBの能力によりどんな状態でも数分もせずに完全回復してしまう。VMBのショップ機能のポイントがこの世界での無属性魔石によりチャージ出来る事を知り、まずは魔石を得ることに効率が良い迷宮を探索することを目標に行動するが、迷宮の深部に到達する度にVMBの能力が肉体に吸収されていくことに悩み始める。そして、迷宮の主として謎の存在に召喚されており、それを途中で別の存在が妨害したため、人としてこの異世界に来たということが判明したが、現実世界では既に死亡していることが後に判明した。
派手に暴れても大丈夫なように、外見変化のアバターを駆使して「黒面のシャフト」「幽霊船長ヨーナ」と偽り、武装面が似ていることを誤魔化すためにシュバルツとシャフトは極秘クラン「火花（スパーク）」の構成員であり、ヨーナはその協力者ということになっている。
後に王都で「大黒屋」として店舗を持ち、生活必需品や育毛剤などを超高額で販売を始める。この店舗は安全にVMBのガレージに転移するための偽装であり別に繁盛しなくても良いと考えての値段設定だったが、予想に反して女性からはシャンプーなどの美容関連、男性からは育毛剤が超高額でも大量に売れ、王族も家具を大量に購入するようになっている。
現在は酷く消耗したCPを回復するため、フィルトニア諸島連合の「迷宮島」にてCPを集めているのだが、ドラーク王国から秘密裏に持ち込まれた「謎の卵」から孵化した氷ドラゴンの幼体「ユミル」を育てている。
迷宮を攻略する度にTSSの能力が肉体へと反映されていく。
黒面のシャフト
外見変化により姿を変えたシュバルツのもう一つの姿であり、VMBの能力を最大限利用する際に利用している。見た目は視界のみを確保しているカブラーマスクを装着し、ドイツ軍服を模した軍服とオーバーコートを着ている。武装もシャフトとシュバルツが同一人物であることがバレないように近接武装としてトマホークやトンファー型銃などを使用、遠距離武装としてアサルトライフルカテゴリの暗殺銃AS-VAL、変型銃FMG-9を使用している。不意に仮面が外れても問題無いように顔自体もペイントやアバターを利用して酷い状態に変更しており、見ただけでは同一人物とは判別できない。元々はVMBの能力を最大限利用しての戦闘を行なってシュバルツの存在を隠すために作ったのだが、やることが派手過ぎたために王都で『黒い貴公子』と噂され、オペラの演目やら模したマスクが売られるなどの結果に繋がっている。その後「覇王花」のクーデター時にフライハイトから王族を脱出させ、王城から現国王を助け、クーデターに加担していたヤミガサ商会を潰し、ほぼ単身でクーデターを阻止したことから、王都では「黒き英雄のシャフト」と呼ばれるようになっていた。なお、二人が同一人物であることを知っている人物は少ないが存在する。
名前の由来は使用銃器「AS-VAL」のロシア語読みを英語読みしたものである。
幽霊船長ヨーナ
外見変化により姿を変えたシュバルツの三つ目の姿であり、シュバルツとシャフトの両方が使用できないという状況で作り上げたスケルトンの姿。他の二人と違い、グレネード弾を発射できる斧やミサイルランチャー、ミニガン等の超火力を使用している。最初は海賊を殲滅するために使用したのだが、その後、迷宮調査の依頼を受けたが止むを得なかったとはいえ、ドラーク王国の要塞を単騎で潰すなど、その余りにも強力過ぎる銃器を使用して暴れたため、第一種危険魔獣指定を受けてしまった。TSSの同化が進んだことにより、頭部だけ骸骨だった状態から完全なスケルトンの姿に変化している。報告する際はクラン「火花」に協力している魔獣という風に誤魔化している。シュバルツ、シャフトと同一人物であることを知っている人物は更に少ないが存在する。
アシュリー・ゼパーネル
メインヒロイン。クルトメルガ王国総合ギルド所属。正式なギルド調査員ではなく見習いとして迷宮の調査にあたっていたが、ゴブリンに襲われ窮地に陥っていたところをシュバルツに助けられる。出現したゴブリンやシュバルツについても上司に対し報告した。その後シュバルツとは迷宮探索資格者試験の際に再会し、試験官としてシュバルツに牙狼の迷宮へ同行する。シュバルツが緑鬼の迷宮への討伐を行なっている間、ギルドの調査員としてハルピア討伐後のモネシア村の調査に当たっていた。シュバルツとは相思相愛の仲になっている。
ユキ・ゼパーネル
クルトメルガ王国の永世名誉宰相にしてエルフの幼女。実はクルトメルガ王国の建国王と共にこの世界にやってきた「枉抜け」であり、実は「ESO（Eternal Story Online ～永遠に紡がれる君との物語～）」と呼ばれるVRゲーム黎明期のオンラインRPGで建国王によってパートナーとして作り出されたNPCだった。「約束された祝福」という、1人限定だが対象者が不慮の事故で死亡した場合、理を枉げてその死亡した事実を無かったことにする「死者蘇生」の特別な大魔法スキルを行使することができる。建国王たちと共に迷宮を踏破し神に願って感情を得た。元々がNPCであるため、成長することが無く不老である。
レミ
総合ギルドのギルド調査員でアシュリーの上司。褐色肌で赤短髪な美人。クレイモアが武器。平民には持っていない姓を持つこと、また言語や容姿や振る舞いが不審なシュバルツを少し警戒していた。後にシュバルツが作成した地図の出来栄えに驚愕し、緑鬼の迷宮の地図製作を依頼する。シュバルツが作成者の身元を明らかにしない条件で受託するとその仲介にあたったが、シュバルツが迷宮だけでなく世界の地図も描けるのではないかということに気づき。バルガ公爵領で起きた立てこもり事件でシュバルツに援助を要請するが、シュバルツが解決するところを部下に監視させるなどシュバルツへの警戒は怠らない姿勢を見せている。
バロルド
総合ギルドマイラル村駐在ギルド職員。シュバルツがマイラル村を訪れた際に出会ったメガネをかけた男性で、後に緑鬼の迷宮討伐の現地責任者となっており、シュバルツの迷宮の地図製作などの便宜やクランとの調整を担っている。
キース
総合ギルドマイラル村駐在ギルド職員。バロルドと共に緑鬼の迷宮討伐の調整に当たる。
ミリマリア
総合ギルドのバルガ支部の窓口担当の女性職員で種族はエルフ。レミやアシュリーに連れられてシュバルツが初めてギルドを訪れた際アシュリーをからかう。シュバルツが「魔抜け」であることに呆然とした、再度シュバルツがDランクまで昇級した際には対応を改め自然に接するようになる。
レズモンド
総合ギルドバルガ支部所属の鑑定人。風貌は老齢の紳士で技能「鑑定」をもち持ち込まれた品目の価格や性能を淡々と依頼者に伝える。
ガルバス・ピューリッツ
総合ギルドバルガ支部の総合長で伯爵位を持つ50を超えた壮年の男性。種族は獣人族で、レミから報告を受け、危機管理からアシュリーが襲われた迷宮を探しだす大規模な調査を決断する。
マルタ
クルトメルガ王国の王都からバルガへ行く道中で、魔獣に襲われシュバルツに救われた商人。マリーダ商会という王都では有数な大商会の商会長を務めており救われたことがきっかけでシュバルツと懇意になる。その後、シュバルツとシャフトが同一人物であることやVMBのこと、シュバルツが別の世界から召喚されたことを知る、一般人として数少ない人物。
リーゼ
ハルピア討伐依頼のパーティの一員になった一人。Cランク。15歳程度でルディは兄。水色の長髪と碧眼の容姿が特徴の少女。武器は長杖を用いて水属性の魔法を放つ魔術師。
ルディ
ハルピア討伐依頼のパーティの一員になった一人。Cランク。15歳程度でリーゼは妹。水色の短髪が特徴の少年。村が魔獣で襲われリーゼ以外の家族を養うために冒険者になったという。剣と盾を使う剣士タイプ。
キンジャー
ハルピア討伐依頼のパーティの一員になった一人。Bランク。戦士。犬系獣人種。役割は槍を扱うアタッカー。傲慢なとこがあり同じ依頼を受注した同行パーティーとトラブルがあったことがある。もともとはプティとボイとパーティーを組んでいる。ハルピア討伐の際シュバルツ、リーゼ、ルディを出しぬいて3人で討伐しようとしていたが…。光魔剣（レイブレード）を切り札として戦う。
プティ
ハルピア討伐依頼のパーティの一員になった一人。Cランク。普人族の女性で光属性を得意とする魔術師で常にキンジャーとボイとともにパーティーを組む。
ボイ
ハルピア討伐依頼のパーティの一員になった一人。Cランク。サイ系獣人種の戦士で体格を活かした巨大な盾を用いたタンクの役割を担っている、キンジャーとプティとパーティーを組む。
フラウ
獣人種で妖精（エルフ）系の容姿を持つ女性冒険者でBランク。容姿は華奢で蒼いストレートの髪が腰まで伸びており、ローブをまとっている。性格としては常に冷静を保っており、シュバルツに興味を持つミーチェをたしなめたり、シュバルツの能力がDランクにあるまじき実力とわかるとパーティーの戦力把握から問いただすなど、パーティーのまとめ役となっている。パーティーでの戦闘担任は水と風属性の魔法を使う魔術師。緑鬼の迷宮の地図作成の任務の際にシュバルツの護衛としてミーチェと同行し、後にラリィ、ルゥ、マリンダも合流し緑鬼の迷宮の討伐に参加する。クルトメルガ王国の王都のはるか北出身。
ミーチェ
獣人種で猫系の容姿を持つ女性冒険者でBランクで山茶花というクランに所属している。細身かつ突き出た大きな胸が特徴で革鎧を身にまとう。音や匂いに語尾に敏感で「にゃ」をつけるのも特徴で猫の特徴を持っている。また好奇心旺盛でシュバルツの攻撃や索敵手法や武器などに著しく興味を持つ。パーティーでの戦闘は短剣や身のこなしの軽さを活かした軽戦士である。フラウと同じく緑鬼の迷宮の地図作成の任務の際にシュバルツの護衛として同行し、後にラリィ、ルゥ、マリンダも合流し緑鬼の迷宮の討伐に参加する。クルトメルガ王国の王都の南東にある小村出身。
ラリィ
普人族でクラン「山茶花」に所属する女性Cランク冒険者。治癒・補助系の魔法を使う魔術師で、金髪かつ短髪で白い聖職服のようなローブを装備し、緑鬼の迷宮の討伐に参加したパーティーの中で最年少で10代半ばに見える容姿である。ラリィは通称で、本名は「ラピティリカ・バルガ」といい、城砦都市バルガの領主であるバルガ公爵の三女で貴族の令嬢だが、クラン「山茶花」に所属して修業中の身となっている。ルゥ・マリンダとともにバルガから追加招集され、緑鬼の迷宮の討伐に参加する。
ルゥ
普人族のクラン「山茶花」に所属する女性Aランク冒険者でパーティーでは西洋刀には見えない剣を使う剣士の役割を担う。細身で黒く長い髪を一つでまとめている。緑鬼の迷宮を討伐する際にバルガから追加招集され参加した一人。クルトメルガ王国の東にある島の出身。
マリンダ
普人族のクラン「山茶花」に所属する女性Aランク冒険者。190cmという身長やそれに付随する筋肉を活かした重戦士の役割を担っている。美人で赤髪かつ短髪で褐色の肌を持つ。緑鬼の迷宮を討伐する際に追加参加した一人。クルトメルガ王国の王都からはるか南出身。
バトラー・ケイモン
クルトメルガ王国の西方バルガ騎士団の副団長で子爵位を持つ。迷宮の主を倒すためにバルガ公爵から騎士団を率いてきたが、シュバルツたちのパーティーと緑鬼の迷宮の清浄の泉で合流した後、騎士団のみで迷宮の主への討伐へ向かう。シュバルツの地図作成能力を高く評価し、指名依頼ができないことが分かると騎士団へ勧誘する。部下に斥候や実質的に副官の役割を務めるヨハンがいる。
ライネル
クラン「覇王花」のAランクの冒険者。シュバルツを「地図屋」と呼び、女性冒険者の集まりのクラン「山茶花」だけでなく覇王花に所属している女性冒険者でさえ下に見るなどかなり傲慢な性格を持ち、総合ギルド職員からも態度を窘められるほど。緑鬼の迷宮討伐後、シュバルツに対して「地図屋」呼ばわりしながら自身のクランへ勧誘したが断られ、激昂する。実は「覇王花」と闇クラン「覇王樹（サボテン）」は同一のクランであり構成員も同じ、王城にてクーデターを起こした際、ヴィーによってバリステックシールドでぶん殴られて捕縛されている。
ウィル
クラン「覇王花」の地図担当のAランク冒険者でライネルと違って慇懃な態度でシュバルツに応対し情報の交換もしたが、緑鬼の迷宮討伐後シュバルツをクラン「覇王花」への勧誘をした際にシュバルツが拒否すると態度が豹変し、ライネルと同じく人命を無視した利己的な目的を持っていることが明らかになる。その後、「覇王樹」の暗殺者として「シャフト」に挑んだが返り討ちにあって死亡する。
ブラッド
城砦都市バルガにある西バルガ騎士団の中隊長で、娼館にて起きた立てこもり人質事件の収拾にあたる。レミから依頼を受けたシュバルツの情報提供によって騎士団を娼館に突入させ、犯人を逮捕し人質を救出する。
ユミル
フィルトニア諸島連合にある放棄された「迷宮島」にてドラーク王国から持ち込まれた「卵」から孵化した氷のドラゴン。元々はドラーク王国の王子の「ザギール第八王子」が持つ血統スキル「フェローシステム」によって従わせるはずだったが、発動する前にザギールが死んだことにより、「フェローシステム」による支配を逃れ、偶然鳴き声を翻訳することができたシュバルツとの接触により、刷り込み作用によって彼を親として認識している。現在の食事は属性魔石。

## 用語集

### 国・地域
クルトメルガ王国
シュバルツが落とされた異世界の王国。ある一人の冒険者が、ある地域に多数ある迷宮を討伐し、国土を安定させて500年前に建国されたという。
城塞都市バルガ
クルトメルガ王国の西方に位置しているバルガ公爵領の中心都市。面積は400ヘクタール前後で四角形型の都市となっている。迷宮や魔獣等から守るために街の周囲が石造りによる強固な城壁で囲まれている。人口は1万人以上。町並みは住宅から道路まで石造りが目立つ。領主のバルガ公爵は街の中心部に位置するバルデージュ城に居住する。
マイラル村
シュバルツとアシュリーが出会った迷宮より徒歩で1時間にあり、バルガからは馬車で半日の距離がある村。宿泊施設が1軒あるほか、総合ギルドの出張所がある。
モネシア村
バルガから北に馬車で2日かかる距離にある小さな村。酒場やギルド出張所が設けられている。ハルビアの被害に悩まされハルビア討伐依頼を出した。

### 組織・制度
ギルド
総合ギルド、傭兵ギルド、商業ギルド、錬金術ギルド等があり、それぞれ個別に取得できるが納める税金も別々となる。
総合ギルド
国家によって運営されている行政機構で治安維持や迷宮討伐や資源確保や人材派遣などを管掌している。具体的な事務としては冒険者登録や迷宮探索者資格、納税事務を取り扱うほか、迷宮に落ちているアイテムや魔獣が落すアイテムの鑑定・買取事務や冒険者と依頼者との仲介を取り扱っている。バルガの支部には、本館の他にも各種ギルドの事務棟や訓練場、資料館が併設されている。
冒険者制度
ギルドからの依頼には受注ランクがあり、難易度によって受注ランクが設定される。最下位のG、F、E、D、C、B、A、S、SS、SSSの10段階あり。昇級については、GからEまでは依頼を受けることにより貯めたギルドポイントによる自動昇級だがDランクからは昇級試験がある。またDランクより、迷宮探索者の申請試験を受けることができ合格した場合迷宮を討伐することができる。
クラン
冒険者で集う同志や仲間の集まりの総称。大規模な依頼を受ける際には大規模なパーティーを組むことができるなどメリットも大きい。
覇王花（ラフレシア）
クルトメルガ王国のクランの一つで最古参のクラン。クルトメルガ王国の王族が興したクランで歴史や実力、知名度ともに現在でも突出しているクランだが、完全男性優位となっており、女性も所属しているものの抑圧的な扱いをされている。
実は闇のクラン「覇王樹（サボテン）」という裏の顔を持っていたがクーデターに失敗し、壊滅状態となった。
山茶花（さざんか）
クルトメルガ王国のクランの中堅クランで王都を拠点としており、覇王花に対抗して生まれたため女性冒険者のみで構成されている。女性冒険者でDランク以上が加入条件となっている。作中ではフラウ、ルゥ、ミーチェ、マリンダ、ラリィなどが加入している。別に男子禁制というわけではないため、山茶花の所有する施設やテントでも男が入ることは可能。
君影草（スズラン）
クルトメルガ王国の宰相直属の諜報クラン。クルトメルガ全土で活動していたが、覇王花のクーデターにより王城で大半が死亡してしまったため、大半が王都に呼び戻されている。作中ではレミ、ロイ、レイチェルが所属している。
火花（スパーク）
シュバルツとシャフトが所属する極々少数で構成された極秘クラン……というのは建前で、元々はシュバルツが咄嗟に吐いた嘘からできたクラン。後にシュバルツたちの安全を確保するためにゼパーネル・バーグマン両宰相直属の実行部隊として正式なクランとなった。
男郎花（オトコエシ）
バルカを中心に活動していたクランで、クランマスターのマクシミリアン、ヴォルカイザー、ゴットハルトの三人で構成されている。マリーダ商会の護衛として雇われていたが、夜盗に襲撃された際に逃亡している。その後、契約不履行によりジークフリートによって捜索されているが、発見されておらず、物語の要所要所でそれらしき会話と、自身の姿を相手に誤認させる魔法を使用して会食などに潜り込んでいると思われたが、彼らはエンプレスアントというモンスターの進化した成体たちで、周囲に自身の姿を誤認させることができる能力を持っていることが判明した。

### 世界観
オルランド共用語
クルトメルガ王国にて使用されている言語。クルトメルガがあるオルランド大陸の共通語となっている。
迷宮
様々な場所に自然発生するダンジョン。この世界にとっては脅威であり、迷宮内に巣食う巨大な魔獣や亜人種が迷宮外に溢れ出て人間や動物に危害を加えるなどの大きな被害をもたらす。数年ごとに深く広がることも特徴で、深くなることにより上位種や強力な魔獣や亜人種が出現することになり、見つけ次第早急に討伐することが求められている。また最下層には大魔力石があるほか、迷宮からは魔石が採掘でき、所々に武具も落ちている。物語終盤にて、迷宮はやがて世界中に広がり迷宮同士の衝突によって世界の壁を破壊し、世界の狭間に封印されている邪神、『狂える女神』を現世に呼び出すための道具であることが判明する。
牙狼の迷宮
バルガからほど近くにある迷宮。バルガ周辺にあることもあり迷宮探索資格者試験の会場ともなっている。とある理由から討伐には人気がなく訪れる冒険者は少ない。後にシャフトによって踏破された。
緑鬼の迷宮
シュバルツが落ちたマイラル村に近くにある迷宮。アシュリーがゴブリンに襲われたことがきっかけで総合ギルドによる調査が本格化し、迷宮であることが判明した。生まれたばかりの迷宮で階層は浅くゴブリンばかりが敵であったが、1階あたりの面積が異常に広いうえに1階しか存在せず、迷宮の核である迷宮の大魔力石があったものの迷宮の主がいないなど特殊な迷宮であったようである。本来はシュバルツが主として召喚されるはずだったが、何者かによって主になる前に救い出されたため、主不在の迷宮になっていた。
坑道の迷宮
魔の山脈に誕生していた迷宮。内部に怪盗団「猫柳」が生活していたが、ドラーク要塞の兵士たちにより壊滅寸前のところをヨーナによって救出される。その後、ヨーナによって踏破され、救助された猫柳の生き残りにより魔鉱石の採掘場として活用されることになった。
火口の迷宮
フィルトニア諸島連合にある放棄された島の一つである「迷宮島」の中央に位置する迷宮。フィルトニア諸島連合にはワザと孤立している島にある迷宮に生贄を捧げ、湧き出てくる魔獣を狩って安定した魔石収集を目的としていたが、中には制御できずに暴走してしまい、放棄した島がいくつか存在する。
魔石
火、水、風、闇、光の基本6属性のほかに、希少で迷宮にしか落ちてない雷、氷、木、空の他、潤沢な資源となっている無属性の11種がある。シュバルツのCP補充以外に、血統スキルを使用するために必要になる場合がある。
魔法（魔力）
魔力は異世界の世に生きる者以外にもありとあらゆる物質に宿っているものであり冒険者以外の人間においてもガスや電気の代わりとして、魔力を用いて動かす道具（＝魔道具）を動かす動力として日常生活を送るうえで必要な不可欠なインフラとなっている。
魔抜け
出生時より体内で魔力を練ることも外部から魔力を吸収することができない人のことで世界に極稀に存在する。魔力を使い生きているこの世界においては独力で生き抜くことが難しいほど。体内の魔力に作用する強化魔法や回復魔法に対して一切効果を受けないという難点の代わりに、魔力で発動する状態異常にもならないという利点も存在する。現状ではシュバルツのみ該当する。
枉抜け
魔抜け本来の呼び方で別の世界から来た異邦人たちが該当し、この事を知っているのはクルトメルガ王国では限られた人物たちしか知らない。これはクルトメルガ王国の建国王やシュバルツも該当する。
スキル（技術）
魔力を用いた技のことであり、人間のほかにも魔獣にも上位種になると所持している種がある。スキルは受動的に発現する能力、技術は能動的に発する能力として分けられている。
血統スキル
クルトメルガ王国があるオルランド大陸の中でもごく少ない家系が持っているスキルのこと。クルトメルガ王国では王家しか保有していない。物質を具現化させる能力だった場合、一部は具現させた能力者以外が触れたり死亡すると具現化させた物はその場で光の粒子となって消滅してしまう。実は子孫に伝わるうちに徐々に薄まっていき、現在使用されているスキルとなったことが判明した。

## VMB
Virtual reality Multiple Battlefield（略称VMB）
仮想現実世界をモチーフとしたFPSシューターゲームで、近未来の設定ながら第一次世界大戦や第二次世界大戦のほか様々な戦場を体験できるよう実銃モデルも採用しているゲーム。全世界で500万人が常時接続しているなど大ヒットのオンラインゲームとなっていた。なお、銃器への可動知識を実世界に反映させないため銃弾の装填や組み立てなどの準備行動の描写はカットされておりCPから補給すれば銃弾の装填は終了し、また装備して安全装置を解除すればすぐに攻撃に移れるようになっている。ただし、異世界には存在しない兵器のため、魔法障壁で防御しようとしても防ぐことができないが、現実世界と同じで盾などの物理防御で防御ができる。そして異世界では全ての兵器の威力があがっており、銃器は他人に渡すと光の粒子となって消えてしまい渡せないが、衣装や近接武器等は異世界の住人にも使用することができる。異世界では使用している銃全般は魔道具として、この血統スキルを使用するためには無属性魔石が必要ということにしてある。
Crystal Point（略：CP）
銃器や燃料など様々な補給や物品をショップから購入すると消費されるコスト。異世界においては、属性を持たない無属性の魔石のみ、TSSに触れさせることでCPが補給されることが後に判明している。
Technical Support System（略称：TSS）
テクニカルサポートシステム。シュバルツの左腕のガントレットに付いておりスクリーン・モニターを表示させることでメニュー画面が表示される。通常は、マップ画面、兵器の選択画面、備品や兵器を購入できるショップ機能、運営からのメールやニュースが表示されるが、異世界に落ちた後は運営からのメールやニュースはエラー表示がなされたままとなっている。後にモニターに無属性の魔石を落とすとCPに変換できる機能があることが判明したが、迷宮を攻略するたびに能力が吸収されていき、現在では使用せずとも備品や兵器を購入できるようになっている。
Garage/ガレージ
VMB内で兵器や車両を補完しておく個人ルーム。異世界に来た当初は入ることができなかったが、転送魔法陣を利用することで入ることが可能になった第三の異世界。内部は射撃場や大型ショッピングセンターなどに自由に変更可能であり、異世界に来た際に変化を起こし、通常では存在しなかった物品を内部から外に持ち出せるようになっており、変化させれば無限に持ち出すことが可能。このガレージ内では他人は道具袋を使用することができず、大量の物資を持ち出す際はシュバルツがいなければならない。
ギフトBOX
魔抜けで道具袋が使用できないシュバルツが閃いたVMB機能の一つで、従来は他人にアイテムを譲渡する際に使用する特殊な箱。同一アイテムなら99個を1スタックとして保管でき無制限に収納できる。この中では完全に時間が停止しており、シュバルツは道具袋の完全上位互換アイテムと考えている。
演習用模擬弾
ガレージにある射撃演習場にある専用アイテム。通常は演習場内のみで使用可能な模擬弾であり、着弾した場所にフェイクグラフィックが現れ、時間経過で消える。異世界に来た際に変化を起こし、この演習用模擬弾も持ち出すことが可能になり、同じマガジンを一度外し再装填するだけで最大弾数まで装填され、リロードの手間はあるがノーコストでほぼ無限に撃つことが可能になっている。一撃毎の威力に多少の差があり、使用する銃器によって大きく差が開く。
弾丸
各銃器に装填されているが、VMB上での威力より上がっており、人体の四肢に直撃した場合、直撃した部位が破裂するほど。銃器によっては装填することができる弾丸が複数存在する。

### VMB兵装
MP5A4
ドイツのヘッケラー&コッホ社製のサブマシンガン、世界でもっとも使用されているサブマシンガンであり、そのバリエーションも非常に多く、軍隊、警察、対テロ部隊など、幅広く活躍する名器である。
M1911A1
ジョン・ブローニングが設計しアメリカのコルト社が開発したM1911の改良型、一発でも敵の動きを止められる威力を求められ開発された45ACPという大口径弾を使うハンドガン。
FN Five-seveN
ベルギーのFN社が開発したハンドガンで、マガジンの装弾数が20発と多く、使用される弾薬は5.7x28mm弾で貫通力に優れたハンドガン。
サークルバリアシールド(CBS)
VMBオリジナルのバリアシールド、左人差し指の付け根に展開スイッチがあり、エネルギーが続く限り、VMBではあらゆる攻撃を防ぐ円盾状のバリアを張れる。消費したエネルギーは時間による自然回復もしくは回復アイテムで回復させる。迷宮を攻略する度に能力が吸収されていき、現在は意識するだけで展開できるようになっている。
FN P90
ベルギーのFN社製のサブマシンガン、特徴は人間工学に基づいた扱いやすいデザインと専用弾薬の5.7x28mm弾により、通常の拳銃弾と比べると剛体に対しては高い貫通力を誇り、人体などの軟体に対しては着弾した内部で弾頭が乱回転し、貫通せずに体内を大きく破壊する。
SCAR-H
ベルギーのFN社製のアサルトライフルでアメリカ特殊作戦軍（SOCOM）向けに開発され、後に海兵隊でも使用される。7.62x51mm NATO弾を使用する非常に攻撃力が高い、しかし装弾数が少なめで発砲時の反動が強いといった特徴も持つ。
AS_VAL
ソ連のスペツナズという特殊部隊向けに開発された特殊消音アサルトライフル、使用弾薬は9×39mm弾で発射速度が遅い代わりに非常に高い消音効果を発揮する。しかし、装弾数は20発と少なく、サイレンサー持ちという特殊性能と天秤を合わせている。
携帯放射器1-1型
日本の陸上自衛隊に配備されているM2火炎放射器の改良型。ゲル化油を燃料に使うことで、射程は40mと類似種の中で最長のスペック、噴射回数も多く調整されている。ただしCP消費コストが高い。
FMG9
アメリカのマグプル社がグロッグ18という拳銃に外部パーツ取り付け製作したSMGサブマシンガン。警護任務用特化のSMGで、長方形に折りたたむことで、ズボンの後ろポケットに納まるほどのコンパクトサイズになる。
MPS AA-12
アメリカのミリタリーポリスシステム社が開発している、フルオート射撃が可能なSGショットガンで、低反動で片手でも制御できるのが特徴。ドラムマガジンを採用し、装弾数32発。作中での弾丸は特殊弾薬のFRAG-12という小型グレネード弾を使用している。
ウェルロッドver.VMB
WWII（第二次大戦）で特殊作戦用に開発された消音銃で、見た目は近接武器のトンファーと酷似している。弾丸は9×19mmパラベラム弾。この銃は実際に開発されたモデルを元に、VMB用にオリジナル武器として発展させたもので、ボルトアクションから、自動で装填をおこなうセミートオートマチックに改良されている。また、その形状を利用して、近接武器のトンファーとしても使用できる。
CZ75 SP-01
かつてのチェコスロバキア、現在のチェコが開発・発展をさせ続けているCZ75シリーズの一つで、装弾数18発に加え正式なアタッチメントオプションとして、刃渡り17センチほどの銃剣バヨネットが装着できる。
M24A2
この狙撃銃はアメリカのレミントン・アームズ社製のM24シリーズの一つ、装弾数10発。使用弾薬は7.62×51mm NATO弾、更にはアタッチメントとして、消音装置のサプレッサーを装着している。このM24A2はボルトアクションタイプで、自分の手で銃身に付いているボルトを引いて排莢、装填を行うコッキングという動作が必要になる。
テイザーガン
スタンガンの一種でハンドガンに似た銃型でトリガーを引くと銃口部分から二本の有線電極を飛ばし、着弾した相手に5万ボルトの電流を流し、動きを止める非殺傷兵器。射程距離は約8メートル、一発射出するごとに電極が格納されている銃口部分のカートリッジを付け替える必要がある。実在のテイザーガンは電流を受ける体に紫電など走りはしないが、VMBのテイザーガンは演出として紫電が走るグラフィックが見える。
GE M134 Minigun
アメリカのゼネラル・エレクトリック社の個人携帯型、電動式ガトリングガンで、6本の銃身が回転しながら7.62×51mm NATO弾を撃ち出す。その速度は最大で毎秒100発、マガジンBOXから伸びる弾帯の装弾数は4000発。本来はヘリコプターなどの搭載機銃で、個人携帯できる銃器ではないのだが、パワードスーツによるアシストとゲームの仕様により、重量や電力供給の問題を無視して使用できる。
PSS特殊消音拳銃
米ソ冷戦時代にソ連で開発された拳銃で、サイレンサーなしで消音効果を持つ小型の秘密任務用拳銃。使用弾薬はその特性により7.62mm×42mm弾を使用し、装弾数は7発で有効射程は50m程度と近距離用の銃器になる。
PhaseRifle
形状こそ一般的なARFに似ているが、カラーは黒一色。銃身下部にスライド開閉式のエネルギーパックを装填する部位があり、上部には専用の光学サイトを持つ。エネルギーパックの容量は1000、一度に100までチャージすることができ、トリガーを引くと90エネルギーを消費して、フルチャージショットが発射され、最低でも30エネルギーがチャージされていれば低威力のレーザーが発射できる仕様になっている。
H&K　UMP45
ドイツのH&K社が開発したサブマシンガン、アメリカ特殊作戦軍（SOCOM）の要請により開発された。使用弾薬は.45ACP弾でマガジンの装弾数は25発。
APS水中銃
1960年代にソビエト連邦で開発された特殊作戦用の水中銃。装弾数は26発、弾薬は5.56×40mmMPSという専用弾薬を使用する。もちろん地上でも発砲できるが、射撃時の集弾率と反動が大きく、そのコントロールには細心の注意が必要になる。また、VMBの仕様として地上で発砲しても、その攻撃力が10分の1に下がってしまう。
87式対戦車誘導弾
陸上自衛隊で使用されている対戦車ミサイル。本来は別にレーザー照射機が付随している。照射機を使わずに肩に担いで発射することもできるが、VMBのゲームシステム上、この支援兵器を使用する最大のメリットは、レーザー照射機の機能をTSSのスクリーンモニターが兼ねるという点。つまり、発射機から200m以内ならば、TSS経由で照準・発射・誘導を行うことができる。さらに砲弾数は12発で、装填は一分間隔で自動装填される。
M202A1
1960年代にアメリカで開発された四連装ロケットランチャー。66mm焼夷ロケット弾が四つのチューブに個別に装填されている。つまり、四連射が可能なロケットランチャーで、66mm焼夷ロケット弾は着弾と同時に1200℃で燃え上がり、着弾時の爆発のほかに周囲へ熱放射によるダメージを与える効果もある。
AN/GSR-9 (V) 1 (T-UGS)
この戦術無人地上センサーは、設置箇所から半径25mの範囲で震動・音響を感知し、ミニマップへと表示させる。このT-UGSは最大で2個設置することができ、俺の体を中心とした半径150mを超える場所でも、マッピングができている場所ならば、T-UGSから半径25mを常に表示してくれる。
GPSトラッキングダーツ
ハンドガンタイプのVMBオリジナル非殺傷銃器で、相手にダメージを与えることはできないが、着弾すると対象に超小型のGPS発信機を付着させ、GPS（グローバル・ポジショニング・システム）衛星により、発信機の位置を特定し、マップに表示させることができる。
スパイカメラ
携帯型の小さな箱型監視カメラ。下部から伸びる一本の伸縮するアームバーは壁面・床面どこにでも刺さり固定することができる。スパイカメラが映す映像は、リアルタイムで視界に浮かぶマップの横にミニ画面として表示される。
特殊電磁警棒
VMBのオリジナル近接武器。護身用の市販されているスタンバトンの改良型で、伸縮する細身の円柱警棒タイプのデザイン、伸ばすと70cmほどになる。先端部分を相手に押し付け、グリップのスイッチを押せばスタンガンと同じように電流が流れ、相手を一時的にスタンさせる効果がある。
スミス&ウェッソン E&E トマホーク
アメリカのS&W社が販売している投擲可能な近接武器の手斧で、全長は40cmほど、斧刃は斧頭の突起を含め20cmほどになる。
グレネードアックス
フリントロック式グレネードランチャーと片手斧を複合させたような特殊銃器で、弾薬は40×46mm擲弾を使用、最大で250m先に放物線を描きながら射出し、着弾点を中心に半径1mの範囲を爆撃することができる。
TH3焼夷手榴弾
短時間で狭い範囲だが、摂氏2000℃を超える高温を範囲内に生み出す手榴弾。その威力は鉄骨をも溶かす。
M84フラッシュバン
爆音と閃光により、相手の視覚と聴覚を一時的に麻痺させ無力化する特殊手榴弾。
M67破砕手榴弾
緑色の梨のような形状の手榴弾で、投擲後3秒で炸裂し、半径5mに致命傷を、半径15m以内に内部の破片を飛ばし、殺傷することができる。VMBの仕様上、15mを超えると飛散した破片は光の粒子となり消滅する。
M18クレイモア地雷
米軍の使用する指向性対人地雷、湾曲した幅20cm弱の箱型で起爆すると内部の700個もの鉄球が扇状に発射される。爆破手段はリモコンによる手動爆破となっている。
C4爆弾
米軍を初め、世界中の軍隊で使用されているプラスチック爆薬、衝撃や火に触れても爆発することがなく、起爆装置がないと爆発しない爆薬。VMBのC4は、爆薬と遠隔操作の起爆装置のセットで、爆薬の数は任意で増やすことができる。起爆装置のレバーを握れば、それが一斉に起爆する。
メディカルキット
VMBに唯一ある体力回復アイテム。10cmほどの小さな円柱で針なし注射器に似た形状、二の腕などに押し当て、スイッチを押すだけで内部の薬剤が皮膚を貫通し、体内に浸透していく。クールタイム5分が存在し、連続使用は不可能
グラップリングフック
小型ショットガンほどの大きさで、筒状の銃身が付いている特殊装備の銃型ガジェット。銃器同様に銃身上部にのったサイトで狙いをつけトリガーを引けば三又のかぎ爪フックがロープとともに射出され、ロックされる。もう一度トリガーを引けば、今度は逆にロープが巻き戻されて持ち手が移動することができる。
遠隔操作型重機関銃セントリーガン
VMBオリジナルデザインの支援兵器、一般的なRWS（Remote Weapon System）のような軍用装甲車や船舶に設置されているものと同様に、離れた場所からリモートコントロールで機銃掃射を行うことができる。360度回転する台座には12.7mm重機関銃が設置されているが、ゲームバランスの名のもとに、装弾数は400発で補給不可能、有効射程は200mに限定されている。
バリスティックシールド
CBSの実体版である防弾盾。幅58cm、高さ92cmの黒一色の無骨なデザインで、盾の上部には防弾ガラスの嵌った覗き窓がついている。耐久値が残る限りは使用できる使い捨ての盾。基本的な銃弾と特殊手榴弾による攻撃くらいまでは防ぐ防御性能を持つ。
ライオットシールド
バリスティックシールドと比べると耐久値に劣る、直径50cmほどの円盾で設定上はポリカーボネイト製となっており、持ち手の部分以外は透明で視界を確保することができる。
AEC装甲指揮車 ドーチェスター
第二次世界大戦時に使用されたイギリスのAEC社製の装甲指揮車、厚い鋼板に囲われたキャンピングカーのような居住スペースを後部に持つ装甲バスである。
カワサキ KLR 250-D8
伝令や偵察活動に使われるオフロードバイク。米国海兵隊や特殊作戦部隊で使用されている。
LVTP-5（Landing Vehicle Tracked, Personnel-model5）
全長9m、全幅4m、全高3mほどの長方形で、足回りは車輪ではなく無限軌道。アメリカで開発された水陸両用の装甲兵員輸送車で、30人以上の兵員を輸送することができ、ブローニング機関銃M1919A4という重機関銃を一基だけ装備している。
オシュコシュ M978 タンクトレイラー
アメリカ軍の運用するHEMTT（重高機動戦術トラック）で、8輪ディーゼルトラックシリーズの一つ、主に軍用車両の燃料を輸送し補給するトラックで、タンクには2500ガロン（9500リットル）も容れることができる。
UボートVII型
ドイツ海軍が用いた潜水艦の総称で、このVII型は約67メートル、全幅約6メートル。VMBの中では艦首4基の魚雷発射管を持ち、魚雷の総本数は14本、船体中央に載せられた司令塔には88ミリ砲が一基備えられている。
RQ-11 レイブン
灰色の小型無人偵察機、全長1メートルほどの細い胴体に翼長1メートルの翼と電動プロペラが一基ついている。小さなコクピット部分にカメラが載っており、映した映像がTSSのウィンドウモニターに映し出され、ウィンドウモニターでコントロールできる。
74式特大型トラック
陸上自衛隊で運用されている六輪駆動の7tトラック。
コンチネンタル
兵器ではなく、コレクションアイテムとして用意されていた最高級モーターホーム。一言でいえばキャンピングカーの豪華版で、12mを超える大型のロングバス。中にはリビングやキッチンにユニットバス、それにツインベッドルームまである。

## 既刊一覧

### 小説
- 地雷原（著）・UGUME（イラスト） 『マヌケなFPSプレイヤーが異世界へ落ちた場合』 KADOKAWA〈カドカワBOOKS〉、全3巻
  1. 2016年1月9日初版発行（同日発売[3]）、ISBN 978-4-04-070796-9
  2. 2016年5月10日初版発行（同日発売[4]）、ISBN 978-4-04-070904-8
  3. 2016年9月10日初版発行（同日発売[5]）、ISBN 978-4-04-072041-8

### 漫画
- 佐伯淳一（漫画）・地雷原（原作）・UGUME（キャラクター原案） 『マヌケなFPSプレイヤーが異世界へ落ちた場合』 KADOKAWA〈カドカワコミックス・エース〉、既刊5巻（2024年8月9日現在）
  1. 2017年6月9日初版発行（同日発売[6]）、ISBN 978-4-04-105649-3
  2. 2018年5月2日初版発行（同日発売[7]）、ISBN 978-4-04-106397-2
  3. 2019年5月2日初版発行（同日発売[8]）、ISBN 978-4-04-108242-3
  4. 2020年7月3日初版発行（同日発売[9]）、ISBN 978-4-04-109361-0
  5. 2024年8月9日発売[10]、ISBN 978-4-04-111928-0